# 20. dzielnica Paryża
20. dzielnica Paryża (fr. 20e arrondissement de Paris) – jedna z dwudziestu dzielnic Paryża.

## Podział
Każda z dwudziestu dzielnic Paryża podzielona jest na cztery mniejsze jednostki administracyjne: quartiers. 20. dzielnica dzieli się na:
- Quartier de Belleville,
- Quartier Saint-Fargeau,
- Quartier du Père-Lachaise,
- Quartier de Charonne.